# (9976) 1993 TQ
A (9976) 1993 TQ a Naprendszer kisbolygóövében található aszteroida. S. Shirai és S. Hayakawa fedezte fel 1993. október 9-én.